# Pons polonicus
Pons polonicus – incipit łacińskiej wierszowanej satyry, zanotowanej w XV wieku w kalendarzu astrologicznym Almanach magistri Johannis de Monte Regio ad annos XVIII accuratissime calculata, należącym do starosty generalnego poznańskiego Ambrożego Pompowskiego.
Ten pięciowersowy utwór umieszczono na karcie 102 verso, pomiędzy tabelami opisującymi lata 1495 i 1496, co sugeruje prawdopodobny czas jego zapisania. Autor utworu jest nieznany, zanotował go najprawdopodobniej właściciel kodeksu. Obecnie inkunabuł (powstały w Augsburgu w 1488 roku i obejmujący lata 1488–1506) przechowywany jest w Bibliotece Czartoryskich w Krakowie (sygn. Inc. 190 II a).
Utwór podobny jest do popularnych w XV wieku w Niemczech wierszy o przywarach różnych narodowości, zwanych priamel. Zawierały one zwięzłe wyliczenie i zestawienie wad różnych nacji, ich podsumowująca negatywna ocena pojawiała się w puencie. Łaciński wiersz z kodeksu Pompowskiego rozpoczyna się od wymienienia polskiego mostu (łac. „pons polonicus”), co wskazuje na zły stan dróg w ówczesnej Polsce.
Tekst po raz pierwszy opublikował Jacek Wiesiołowski w 1976 roku, a na język polski przełożyła go Ewa Jolanta Głębicka.